# Janez Polda
Janez Polda (ur. 25 kwietnia 1924 w Mojstranie, zm. 20 marca 1964 tamże) – słoweński skoczek narciarski, w czasie swojej kariery reprezentujący Jugosławię. Trzykrotny olimpijczyk. Siedmiokrotny mistrz Jugosławii w skokach narciarskich. Były rekordzista tego kraju w długości skoku narciarskiego.

## Życiorys
Trzykrotnie uczestniczył w zimowych igrzyskach olimpijskich. W 1948 wystartował w konkursie indywidualnym skoków narciarskich, w którym został sklasyfikowany na 41. pozycji. W drugiej serii tej rywalizacji oddał skok na odległość 71 metrów, co było najlepszym wynikiem zawodów, jednak upadł. Podczas tych igrzysk był także chorążym reprezentacji Jugosławii. W 1952 ponownie wystartował w konkursie indywidualnym skoków narciarskich, w którym zajął najlepsze w swojej karierze, 16. miejsce, ex aequo z Andreasem Däscherem. Na igrzyskach po raz ostatni wystartował w 1956, gdy w konkursie indywidualnym skoków narciarskich został sklasyfikowany na 24. pozycji.
Dwukrotnie uczestniczył w Turnieju Czterech Skoczni. W jego pierwszej edycji został sklasyfikowany na 16. miejscu klasyfikacji generalnej, a w czwartej edycji na 33. pozycji klasyfikacji generalnej. W sumie trzykrotnie zajmował miejsca w czołowej "10" pojedynczych konkursów zaliczanych do Turnieju Czterech Skoczni. 6 stycznia 1953 w Innsbrucku był 8., 11 stycznia tego samego roku w Bischofshofen był 10., a 6 stycznia 1956 w Innsbrucku zajął najlepsze w karierze, 5. miejsce.
W czasie swoich startów należał do najlepszych jugosłowiańskich skoczków narciarskich. W latach 1948–1955 siedmiokrotnie zdobywał tytuł mistrza Jugosławii w skokach narciarskich (mistrzostwa nie zdobył tylko w 1950). Ponadto w Planicy dwukrotnie ustanawiał rekord Jugosławii w długości skoku narciarskiego. W 1948 roku uzyskał odległość 109 metrów, a 2 lata później 114 metrów. W 1948 roku oddał także skok na 120 metrów, co byłoby wówczas rekordem świata w długości skoku narciarskiego, jednak nie ustał tej próby, w związku z czym jego wynik nie mógł zostać uznany za rekordowy.
Po zakończeniu kariery sportowej, trwającej od 1947 do 1956, był leśniczym. Zmarł 20 marca 1964 w rodzinnej wsi Mojstrana. Po jego śmierci jedną z ulic tej miejscowości nazwano jego imieniem. Ponadto w latach 1965–1978 w Planicy ośmiokrotnie rozegrano Memoriał jego imienia, zawody w skokach narciarskich.